# T. E. Burridge
Tom Eustace Burridge (30 tháng 4 năm 1881 – 16 tháng 9 năm 1965) là một cầu thủ bóng đá người Anh giành huy chương vàng tại Thế vận hội Mùa hè 1900 và là thành viên của Upton Park. Ông thi đấu ở vị trí trung vệ.
Tên của ông thỉnh thoảng được phát âm Barridge và tên đầu là J. E. theo một số nguồn, nhưng ông lại được dẫn tên là T. E. Burridge, bởi cả IOC trên trang web, và bởi các nguồn thống kê khác như RSSSF.